# Thomas Becker
Thomas Becker (Hilden, Renânia do Norte-Vestfália, 6 de julho de 1967) é um ex-canoísta alemão especialista em provas de velocidade.

## Carreira
Foi vencedor da medalha de bronze em slalom K-1 em Atlanta 1996.